# Дуб черешчатий по вул. Адміральська, 22
Дуб чере́шчатий по вул. Адміра́льська, 22 — ботанічна пам'ятка природи місцевого значення в Україні. Розташована в місті Миколаїв, у Центральному районі, за адресою вулиця Адміральська, 22 (поруч з будівлею Миколаївської обласної державної адміністрації).
Площа 0,01 га. Статус присвоєно згідно з рішенням Миколаївської обласної ради № 7 від 23 березня 2009 року.
Статус присвоєно для збереження одного екземпляра вікового дуба. Вік дерева становить близько 150 років, висота — 18 метрів, діаметр стовбура — 90 сантиметрів. Дерево в задовільному стані, має естетично привабливий вигляд, щорічно плодоносить.
Було сильно пошкоджено внаслідок ракетної атаки Росії по будівлі Миколаївської обласної державної адміністрації 29 березня 2022 року.